# サイケデリック体験
サイケデリック体験（サイケデリックたいけん、sychedelic experience）とは、サイケデリックス（幻覚剤を指す英単語）に誘導される一時的な変性意識状態である。典型的な幻覚剤には、LSD、メスカリン、シロシビン、2C-I、DMT、5-MeO-DMTなどがある。アシッド・トリップはLSDによるサイケデリック体験を指す。
サイケデリックの語は、「心をあらわにする」という意味のギリシャ語に由来する。サイケデリック体験は、探索的に、あるいは学習、娯楽、宗教的・神秘的、また治療の文脈で用いられる。

## 定義
サイケデリック体験とは、（幻覚剤を指す英語の）サイケデリックスに誘導される一時的な変性意識状態である。意識のサイケデリックな変性状態とは、一般的に普通の（シラフの）状態に比べて、高次の（高い、超越的な）状態といった特徴がある。例えば、心理学者のベニー・シャノンはアヤワスカによるトリップの報告から、中毒中に起きていることが真実とみなされ、普段認識している世界を幻想とする評価が一般的であると述べている。
同様に、心理学者のスタニスラフ・グロフはLSDの体験をこう説明する。「存在の本質への複雑で啓示的な洞察…それは典型的には、日々の生活において共有されている認識や信念よりも、この知識には究極的に意味があり『真実』であるという確実感を伴う」哲学者のアラン・ワッツによれば、サイケデリック体験は道教や禅での意識の変容に似ているものであり、こう説明する。「不完全な知覚の矯正あるいは病気の治療に近く…さらなる事実を知りたい、より高い技術を得たいという欲望の進展ではなく、むしろ誤った習慣や見方を捨て去るということです」
ティモシー・リアリーらによる1964年の『チベット死者の書サイケデリック・バージョン』(原題 The Psychedelic Experience)では、サイケデリック体験とは、規模と内容に制限のない体験だが、言語的概念・時間空間の超越、自我やアイデンティティの超越だとされる。レスター・グリンスプーンらによる『サイケデリック・ドラッグ』の第4章は「サイケデリック体験の特性」であり、ある逸話が一般的な体験であるかのように誤解されやすいが、その体験は幅広く夢や神話のように多様であり、数十の体験が直接引用されている。4000以上のセッションを行ってきたスタニスラフ・グロフの『深層からの回帰』も、膨大で多様な体験の記録である。

## 語源
psychedelic（サイケデリック）という言葉は、ハンフリー・オズモンドが作り出したもので、意味は「心をあらわにする」ということで、psyche（心）に作用する幻覚剤の能力が由来である。アシッド・トリップはLSDによるサイケデリック体験を指している。
「トリップ」という言葉はアメリカ軍の科学者が生んだもので、1950年代にLSDの実験を指していた。

## バッド・トリップ
バッド・トリップ（bad trip、薬物による一時的な精神病など）は心を乱し、不快で、恐ろしく、サイケデリック体験をトラウマと変えうる。より強い作用が生じる高用量の摂取により起こりやすい。
症状はぼんやりした不安感や疎外感から、おさまらない恐怖、完全な狂気、または宇宙崩壊までである。精神療法におけるサイケデリックに関する専門家は、不快な体験は有害で好ましくない不要なものであるとみなされるのではなく、適切に対処された場合に大きな恩恵を得る可能性もあるものだと説明している。バッドトリップは、不慣れだったり、薬物使用者が無責任であったり、トリップのための適切な心構えや環境がないといったことでより悪くなり、体験の過程での対処されていない心理的な葛藤がきっかけとなりそれが反映される。
シロシビンの用量と体験に関する研究が実施され、研究者は半分の低用量でも神秘的な体験だという特徴が生じることに変わりはないが、不安と恐怖を感じることが5分の1に減少するとしている。

## その適用

### 神秘的・宗教的体験
サイケデリック体験には、神秘的・宗教的な経験的現象のあらゆる側面が含まれる。シロシビン（マジックマッシュルームの成分）による2つの研究は、確実に神秘的な種類の経験のきっかけになると結論している。ジョンズ・ホプキンス大学におけるより新しい研究は、「神秘主義尺度」（mysticism scale）と呼ばれる質問票が含まれている、非日常体験である変性状態のために設計されたいくつかの質問票によって神秘体験を識別した。
また幻覚剤には、世界中で宗教的に使用された長い歴史があり、しばしばエンセオジェンと呼ばれており、それはこうした種類の体験を生じさせる傾向が理由である。
現代宗教においても、ネイティブ・アメリカン・チャーチやサント・ダイミのように、サイケデリック体験を中心とした信仰と宗教的な活動が存在している。霊や祖先の世界と対話する方法だと見なされる。

### 個人の発達
サイケデリック体験には、明らかにグノーシスのような性質があり、意識を高め個人的な発達に深く貢献するような学習体験である。このため、アヤワスカやシロシビン含有キノコのような一部の植物に由来する幻覚剤は、時に「植物の先生」（plant teacher）と呼ばれる。同様に、シロシビンと神秘主義に関する研究の追跡調査を行った研究者によれば、シロシビンは、行動、態度、価値観における長期的な変化を予測できるような、個人的でスピリチュアルな重要な神秘体験を起こすものである。

#### オルダス・ハクスリーの遍在精神説
内的探索者であるオルダス・ハクスリーのその著書『知覚の扉』では、サイケデリック体験の重要性を説明するために、遍在精神説を挙げている。社会規範を学ぶことや、特に生物的なことが原因で、人間は遍在精神の状態には通常は気がつかない。ハクスリーによれば、中枢神経系の主な機能として私たちが知覚しているものの大部分は遮断されている。
ハクスリーによれば、生き残るために脳はこうした知覚を選別している。社会は記号システムを生み出し、私たちの現実を構造化し、気づきを減らすために、このフィルターを支えている。

#### サイケデリック心理療法
サイケデリック療法とは、プシュケー(psyche、心)の有益な探索を助けるための幻覚剤の使用に関わる治療的な行為である。薬物を伴うそのセッションでは、心理療法家は、患者が内的な体験を探索できるよう非指示的に支援する。薬物によるセッションの前に、患者には準備のための心理療法が行われ、またセッションの後ではその体験を統合するために行われる 。
幻覚剤に基づく精神医学の初期の施術者は、イギリスの精神科医であるハンフリー・オズモンドであり、彼がサイケデリックという言葉を造語している。オズモンド自身のLSDの使用は、統合失調症を有する彼の患者の内的な精神状態の理解を助けたと言っている。
スタニスラフ・グロフもこの分野の実践者であり、心理療法におけるLSDの使用を開拓した。
グロフはサイケデリック体験を「無意識的な精神機能の非特異的増幅」だと特徴づけ、オットー・ランクの理論である、未解決の原初的な出生時の外傷の記憶の観点からLSD体験の現象学を分析した。
サイケデリック体験による自我の死は、末期の病気の患者（末期がん患者など）が自身の通常の自分勝手な価値観の外から、理性的に死に近づくことを可能とする。迫り来る、避けられない死の苦痛を対処し理解できるものとすることを研究は証明している。生から死への移行が、単に人生のひとつの歩みだと理解できる。こうした取り組みは、ハーバーUCLA医療センターのチャールズ・グロフによって積極的に進められている。